# Krampenes
Krampenes (nordsamiska: Ganešnjárga, kvänska: Kramppinen) är en by i Vadsø kommun i Finnmark fylke i norra Norge. Byn ligger vid Europaväg 75 och Varangerfjorden, på den södra delen av Varangerhalvön, öster om staden Vadsø.